# أسرة تيودور (مسلسل)
أسرة تيودور هو مسلسل تلفزيوني تاريخي خيالي تقع أحداثه في أنكلترا، صور في أيرلندا، من تأليف مايكل هيرست ومن إنتاج الشبكة الأمريكية شوتايم. سمي المسلسل على اسم سلالة تيودور، ومبني على عهد الملك هنري الثامن لكن بأضافة أحداث خيالية له.

## الإنتاج
المسلسل من إنتاج بيس ارك للترفيه الإعلامي التابعة لشوتايم بالتعاون مع ريفاي للإنتاج ووركينج تايتل وهيئة الاذاعة الكندية. وتم تصوير المسلسل في أيرلندا، وتم اذاعت الحلقتين الأولتين على دايريكت تي في وتايم ورنر ونيتفليكس وفيرزيون فيوس وإنترنت موفي داتابيز على الشبكة المعلوماتية وعلى الموقع الخاص بالمسلسل قبل العرض الأول للمسلسل الرسمي على شوتايم. العرض الأول للتيوديريون في أبريل الأول 2007 كان من أعلى المسلسلات مشاهدة في ثلاث سنين. وفي أبريل 2007 تم تجديد المسلسل لموسم جديد اخر وفي ذلك الشهر اعلنت هيئة الإذاعة البريطانية انها قد ظفرت بحق البث الحصري للمسلسل في المملكة المتحدة والذي تم بدء عرضه على الهواء في 5 أكتوبر 2007 ومحطة ال سي بي سي الكندية بدأت تبث المسلسل في الثاني من اكوبر 2007.
تم اذاعة الموسم الثاني على الشوتايم في 30 مارس 2008 على البي بي سي الثانية في الأول من أغسطس 2008. إنتاج الموسم الثالث بدأ في 16 من يونيو 2008 في براي وفي مقاطعة ويكلو بأيرلاند وبدأ عرض ذلك الموسم على الشوتايم في 5 أبريل 2009.
الموسم الثالث استُهل عرضه في الولايات المتحدة على شوتايم في أبريل 2009 وحذث مثل ذلك في كندا في 30 سبتمبر 2009. وبعد يوم من البث تم عرض الحلقات للتحميل في كندا على موقع موبو فيفو.
اعلنت الشوتايم في 13 أبريل 2009 انها جددت المسلسل للمرة الرابعة والأخيرة. وأمرت الشبكة بإنتاج 10 حلقات والتي تم اذاعتها في ربيع 2010. وأذيعت خاتمة هذه سلسلة في 20 حزيران 2010.
حقوق الملكية والتوزيع هي ملك لشركة سوني بيكشرز.

## مُلخص المسلسل
الموسم الأول هو ملخص لفترة حكم هنري الثامن والتي يمتحن في ثناياها ويظهر تأثيره كملك في غضون الصراعات والمعارك علاوة على المكائد السياسية التي تكاد له في بلاطه، واستحالة انجابه وريث من زوجته كاترين من أراغون جعله يركن إلى آن بولين. كما يتطرق المسلسل اشخصية هنري فيتزروي الإين غير شرعي من عشيقته اليزابيث «بيسي» بلونت، الذي توفي في وقت لاحق.
في الموسم الثاني من المسلسل نجد هنري رئيسا لكنيسة إنجلترا وذلك نتيجة اختلافه مع الكنيسة الكاثوليكية بخصوص رفضها منحه الطلاق من كاثرين. وأثناء معركته مع روما يتزوج سريا من آن بولين الحبلى. لكن فشل آن في منحه ولداً ذكر جعله يعرض عنها ويميل إلى جين سيمور.
الموسم الثالث يلقي الضوء على زواج هنري من جين سيمور وآن من كليفز، وقمعه الوحشي لإنتفاضة المعارشين لانفصال إنجلترا عن الكنيسة الكاثوليكية، وسقوط توماس كرومويل وبداية العلاقة «الخطرة» بين هنري وكاثرين هاورد. كما يتطرق إلى تحسن علاقته بابنتيه ماري وإليزابيث.
الموسم الرابع غطى زوراج هنري ذو العمر القصير من كاثرين هاورد، وزواجه الناجح والنهائي مع كاثرين بار، ومحاولته غزو فرنسا ومسألة خليفته بعد وفاته. وتتويج ابنه الملك ادوارد السادس الذي يموت بعد سنوات، وتتوج ابنت هنري الكبيرة ماري بعده.

## توزيع الأدوار
| تجسيد دور                                   | الممثل (ة)        | في الموسم           |
| الملك                                       | الملك             | الملك               |
| ------------------------------------------- | ----------------- | ------------------- |
| هنري الثامن، ملك إنجلترا                    | جوناثان ريس مايرز | 4-1                 |
| الملكات                                     |                   |                     |
| كاثرين من أراغون                            | ماريا دويل كينيدي | 1- 2, 4 (تسلسل حلم) |
| آن بولين                                    | ناتالي دورمر      | 1- 2, 4 (تسلسل حلم) |
| جين سيمور                                   | أنيتا بيرايم      | 2                   |
| جين سيمور                                   | انابيل واليس      | 3, 4 (تسلسل حلم)    |
| آن من كليفز                                 | جوس ستون          | 4-3                 |
| كاثرين هوارد                                | تامزين ميرشانت    | 4-3                 |
| كاثرين بار                                  | جولي ريتشاردسون   | 4                   |
| أبناء الملك                                 |                   |                     |
| الأميرة ماري، ابنة كاثرين من أراغون         | بلاسنيد ماكيون    | 1                   |
| الأميرة ماري، ابنة كاثرين من أراغون         | سارة بولغر        | 4-2                 |
| الأميرة إليزابيث، ابنة آن بولين             | كيت دوغان         | 2                   |
| الأميرة إليزابيث، ابنة آن بولين             | كلير ماكولي       | 3                   |
| الأميرة إليزابيث، ابنة آن بولين             | لويز موراي        | 4                   |
| الأمير إدوارد، ابن جين سيمور                | إوين مورتاغ       | 4                   |
| الأمير إدوارد، ابن جين سيمور                | جيك هاثاواي       | 4                   |
| بلاط الملك                                  |                   |                     |
| تشارلز براندون، الدوق الأول من سوفولك       | هنري كاڤيل        | 4-1                 |
| توماس كرومويل، إيرل الأول من إسكس           | جيمس فراين        | 3-1                 |
| سير توماس مور                               | جيرمي نورثام      | 2-1                 |
| توماس وريوثيسلي، إيرل الأول من ساوثامبتون   | فرانك مكوسكر      | 4-3                 |
| توماس هوارد، دوق نورفولك الثالث             | هنري تشيرني       | 1                   |
| الليدي إليزابيث بلونت                       | روتا غيدمينتاس    | 1                   |
| سير أنتوني كنيفرت                           | كالوم بلو         | 1                   |
| سير ويليام كومبتون                          | كريس هولدن-ريد    | 1                   |
| توماس تاليس                                 | جو فان مويلاند    | 1                   |
| إدوارد ستافورد، الدوق الثالث من باكنجهام    | ستيفن وادنغتون    | 1                   |
| توماس ويات                                  | جامي توماس كينغ   | 2-1                 |
| توماس بولين، إيرل الأول من ويلتشير          | نيك دانينغ        | 2-1                 |
| ماري بولين                                  | بيرديتا ويكس      | 2-1                 |
| جورج بولين، فيكونت روتشفورد الثاني          | بادرايك ديلاني    | 2-1                 |
| جين بولين، فيسكونتس روشفورد                 | جوان كينج         | 4-2                 |
| الليدي مارغريت شيلتون                       | لورا جين لولين    | 2                   |
| مارك سميتون                                 | ديفيد ألبي        | 2                   |
| ويليام بريريتون                             | جيمس جيلبرت       | 2                   |
| إدوارد سيمور، إيرل هيرتفورد                 | ماكس براون        | 4-2                 |
| آن سيمور، كونتيسة هيرتفورد                  | إيما هاميلتون     | 4-3                 |
| توماس سيمور، بارون سيمور الأول من سوديلي    | أندرو ماكنير      | 4-3                 |
| سير ريتشارد ريتش                            | رود هاليت         | 4-2                 |
| سير فرانسيس برايان                          | آلان فان سبرانج   | 3                   |
| جورج تالبوت، إيرل الرابع من شروزبري         | غافن أوكونور      | 3                   |
| هنري هوارد، إيرل سري                        | ديفيد اوهارا      | 4                   |
| جوان بولمر                                  | كاثرين ستيدمان    | 4                   |
| سير توماس كلبيبر                            | تورانس كومبس      | 4                   |
| هانس هولباين الصغير                         | بيتر غاينور       | 4-1                 |
| السفير الروماني المقدس يوستاس شابويس        | أنتوني بروفي      | 4-1                 |
| السفير الفرنسي شارل دى ماريلاك              | لوثير بلوتو       | 4                   |
| رجال الدين                                  |                   |                     |
| كاردينال توماس وولسي، رئيس أساقفة يورك      | سام نيل           | 1                   |
| كاردينال كامبيجيو                           | جون كافانا        | 2-1                 |
| جون فيشر، أسقف روتشستر                      | بوسكو هوجان       | 2-1                 |
| كليمنت السابع                               | إيان ماكلهيني     | 1                   |
| توماس كرانمر، رئيس أساقفة كانتربري          | هانز ماثيسون      | 2                   |
| البابا بول الثالث                           | بيتر أوتول        | 2                   |
| كاردينال أوتو تروشسيس فون والدبورغ          | ماكس فون سيدو     | 3                   |
| كاردينال ريجينالد بول                       | مارك هيلدريث      | 3                   |
| الأسقف ستيفن غاردينر                        | سيمون وارد        | 4-3                 |
| آخرون                                       |                   |                     |
| مارغريت تيودور، أخت هنري الثامن ملك إنجلترا | غابرييل أنور      | 1                   |
| فرانسوا الأول ملك فرنسا                     | إيمانويل ليكونتي  | 2-1                 |
| كاثرين براندون، دوقة سوفولك                 | ريبيكا وينرايت    | 1-4                 |
| مارغريت بول، كونتيسة سالزبوري               | كيت أوتول         | 1-4                 |
| جين هوارد                                   | سلاين كيلي        | 1                   |
| ايرل من شروسبوري                            | غافن أوكونور      | 3-                  |
| السير فرانسيس بريان                         | آلان فان          | 3-4                 |
| أوتو تراتشسيس فون والدبيرج                  | ماكس فون سايدو    | 3-                  |
| السير جون هوتون                             | روجر أشتون غريفيث | 3-                  |
| روبرت آسك                                   | جيرار ماكسوريلي   | 3-                  |
| اللورد دارسي                                | كولم ويلكنسون     | 3-                  |
| فيليب، دوق بافاريا                          | كولن أودونوغو     | 3-                  |

## وقائع تاريخية
هناك اختلاف بين الاحداث التاريخية الواقعية وبين ما يحدث في المسلسل. سمح المخرج لنفسه في تكوين الشخصيات من حيث اسمائهم وعلاقاتهم وشكلهم البدني واوقات الاحداث. "كما أومئ الكاتب هيرست:
وأضاف:
الوقت والزمن في المسلسل يعطي انطباعًا بأن الأشياء حدثت سويا وبشكل متسلسل، وهي عكس ما حدث في الواقع، حيث وقعت الأحداث بوتيرة مختلفة. معظم احداث المسلسل وقعت عندما كان الملك هنري الثامن في منتصف ثلاثينياته وعلى الاقل يكبر آن بولين بعقد من الزمان ولم يتزوجوا حتى كان في أول أربعينياته. في المسلسل الاثنين يقدمان متقاربين في العمر والمغازلة تدوم لعشرة حلقات. تاريخيا الكاردينال ولسي توفي في ليسيستر في طريقه للندن ليبرر نفسه من اتهامات الخيانة على غرار المسلسل حيث يزج به في السجن ويقترف الانتحار رغم أن هنري المختلق يصمم على تغطية هذه الاحداث. منية ووسلي كانت في 1530 ثلاث سنوات قبل موت شقيقة هنري: في المسلسل هذان الحدثان متناقضان.
تاريخيا ويليام بريريتون لم يعترف بالزنا بالملكة آن ولم يكن ممثلا باباويا كما هو مصور في المسلسل. كان في الحقيقة رجلا ثريا يمتلك أطيانا في الأراضي الويلزية حيث كان عديم الرحمة وغير محبوبا ويعتقد انه قد اتهم بسبب رغبة توماس كرومويل في ازالة مشكلة سياسية متفاقمة. ومحاولة اغتيال برينيون أثناء موكب التتويج هي من صنع المسلسل.

## جوائز / الترشيحات
رشح مسلسل التيودور لجائزة غولدن غلوب لأفضل مسلسل درامي في 2007.
تم ترشيح جوناثان رايس مييرز كأفضل ممثل في الدراما تلفيزيونية للجولدن جلوب على دوره في المسلسل. ورشح المسلسل لثماني جوائز لمهرجان الفيلم والتلفاز الأيرلندي في 2008 وظفر بسبعة جوائز شاملا ذلك أفضل مسلسل درامي وجوائز تمثيل لجوناثان مييرز (دور رائد) نيك دانيينج (دور مساعد) وماريا دويل كينيدي (ممثلة مساعدة) وجوائز تصميم الزي، وتصميم الإنتاج والمكياج. رشح أيضا براين كيرك للإخراج، ولكنه خسره أمام ليني أبراهامسون لبروسبيريتي. كسب المسلسل جوائز إيمي لأفضل تصميم زي وبعد ذلك ستة جوائز في مهرجان جوائز الفيلم والتليفاز الأيرلندي في 2009.